# Šoko Asahara
Šoko Asahara (po Heapburnu Shōkō Asahara, japonsko 麻原 彰晃), ustanovitelj in voditelj sekte Aum Šinrikjo, * 2. marec 1955, prefektura Kumamoto, Kjušu, Japonska, † 6. julij 2018, Tokio.
Asahara, čigar pravo ime je Čizuo Macumoto (po Heapburnu Chizuo Matsumoto, japonsko 松本 智津夫), je kot ustanovitelj in vodja verske sekte Aum Šinrikjo (zdaj znane kot »Aleph«), obtožen priprave napada na tokijsko podzemno železnico, kjer je leta 1995 zaradi zastrupite s sarinom umrlo več ljudi. Obsojen je bil na smrt.